# Slătioara, Vâlcea
Slătioara là một xã thuộc hạt Vâlcea, România. Dân số thời điểm năm 2002 là 3639 người.